# کارستا لوو
کارستا لوو (انگلیسی: Karsta Lowe؛ زادهٔ ۲ فوریهٔ ۱۹۹۳) بازیکن والیبال اهل ایالات متحده آمریکا است.
از باشگاه‌هایی که در آن بازی کرده‌است می‌توان به فوتورا بوستو آرسیتسیو اشاره کرد.